# La casa del dragón
La casa del dragón (en inglés: House of the Dragon - HOTD) es una serie de televisión estadounidense y británica de fantasía, drama, romance y acción creado por Ryan Condal y George R. R. Martin para HBO. Es una precuela de Game of Thrones y la segunda serie de televisión basada en la saga literaria Canción de hielo y fuego. Basada en la novela de Martin Fuego y sangre, la historia tiene lugar 200 años antes de los eventos de Game of Thrones y 172 antes del nacimiento de Daenerys Targaryen. Con un elenco coral liderado por  Emma D'Arcy, Paddy Considine, Matt Smith, Olivia Cooke y Rhys Ifans, cuenta la historia del origen del final de la Casa Targaryen, y el desarrollo de un conflicto intrafamiliar conocido como la Danza de los Dragones, que deriva de la división de la realeza en dos bandos por la elección del heredero al trono de hierro.
House of the Dragon recibió un pedido directo para la serie en octubre de 2019, el casting comenzó en julio de 2020. y la fotografía principal comenzó en abril de 2021 en el Reino Unido.  La serie se estrenó el 21 de agosto de 2022 y la primera temporada consta de diez episodios,  con Condal y Miguel Sapochnik sirviendo como showrunners.  Cinco días después de su estreno, la serie fue renovada para una segunda temporada. Sapochnik dejó el cargo de showrunner después de la primera temporada, dejando a Condal como único showrunner de la segunda temporada. Antes de su estreno el 16 de junio de 2024, fue renovada por una tercera temporada.
La primera temporada recibió críticas muy positivas, con elogios hacia el desarrollo de sus personajes, efectos visuales, escritura, música de Ramin Djawadi y actuaciones. Sin embargo, se criticó el ritmo, específicamente de los saltos de tiempo, y la iluminación oscura de algunas escenas. El estreno de la serie fue visto por más de 10 millones de espectadores en los canales lineales y HBO Max el primer día, el mayor en la historia de HBO. En la 80.ª edición de los Globos de Oro, House of the Dragon ganó el premio a la Mejor Serie de Televisión – Drama y D'Arcy fue nominada a Mejor Actriz en una Serie de Televisión – Drama. La serie obtuvo nueve nominaciones a los premios Primetime Emmy, incluida la de Mejor Serie Dramática, y ganó tres premios British Academy Television Craft Awards.

## Reparto
Casa Targaryen
- Paddy Considine como el rey Viserys I Targaryen, quinto rey de los Siete Reinos.
- Emma D'Arcy como la reina Rhaenyra Targaryen, primogénita y única hija del rey Viserys I con su primera esposa, la reina Aemma Arryn.
  - Milly Alcock interpreta a la joven Rhaenyra Targaryen.
- Matt Smith como el príncipe Daemon Targaryen, hermano menor de Viserys I.
- Eve Best como la princesa Rhaenys Targaryen, prima del rey Viserys I y esposa de lord Corlys Velaryon.
- Tom Glynn-Carney como el rey Aegon II Targaryen, segundo hijo, primer varón, del rey Viserys I con su segunda esposa, la reina Alicent Hightower.
  - Ty Tennant interpreta al joven Aegon Targaryen.
- Phia Saban como la reina Helaena Targaryen, tercera hija del rey Viserys I con su segunda esposa, la reina Alicent Hightower.
  - Evie Allen interpreta a la joven Helaena Targaryen.
- Ewan Mitchell como el príncipe Aemond Targaryen, cuarto hijo del rey Viserys I con su segunda esposa, la reina Alicent Hightower.
  - Leo Ashton interpreta al joven Aemond Targaryen.
- Bethany Antonia como lady Baela Targaryen, primogénita del príncipe Daemon y Lady Laena Velaryon.
- Phoebe Campbell como lady Rhaena Targaryen, hija menor del príncipe Daemon y Lady Laena.
- Michael Carter como el rey Jaehaerys I Targaryen, cuarto rey de los Siete Reinos, abuelo del rey Viserys I, el príncipe Daemon, la princesa Rhaenys y la reina Aemma.
- Jude Rock como el príncipe Jaehaerys Targaryen, primogénito del rey Aegon II y la reina Helaena.
- Lulu Barker como la princesa Jaehaera Targaryen, hija del rey Aegon II y la reina Helaena.
- Emeline Lambert como la princesa Alyssa Targaryen, quinta hija del rey Jaehaerys I y madre del rey Viserys I y del príncipe Daemon.
- Tom Bennett como Ulf White, hijo bastardo del príncipe Baelon Targaryen.
- Kieran Bew como Hugh, un herrero de Desembarco del Rey, hijo bastardo de la princesa Saera Targaryen.

Casa Velaryon
- Steve Toussaint como lord Corlys Velaryon, señor de Marcaderiva y esposo de la princesa Rhaenys.
- John Macmillan como ser Laenor Velaryon, hijo de lord Corlys y la princesa Rhaenys, heredero de Marcaderiva.
  - Theo Nate interpreta al joven Laenor Velaryon.
  - Matthew Carver interpreta al niño Laenor Velaryon.
- Nanna Blondell como lady Laena Velaryon, hija de lord Corlys y la princesa Rhaenys.
  - Savannah Steyn interpreta a la joven Laena Velaryon.
  - Nova Foueillis-Mose interpreta a la niña Laena Velaryon.
- Wil Johnson como lord Vaemond Velaryon, hermano menor de lord Corlys y comandante de la flota Velaryon.[8]
- Harry Collett como el príncipe Jacaerys Velaryon, primogénito de la princesa Rhaenyra y Ser Laenor.
  - Leo Hart interpreta al joven Jacaerys Velaryon.
- Elliot Grihault como el príncipe Lucerys Velaryon, segundo hijo de la princesa Rhaenyra y Ser Laenor.
  - Harvey Sadler interpreta al joven Lucerys Velaryon.
- Oscar Eskinazi como el príncipe Joffrey Velaryon, tercer hijo de la princesa Rhaenyra y Ser Laenor.
- Abubakar Salim como Alyn de la Quilla. (posteriormente Alyn Velaryon; bastardo de Lord Corlys).
- Clinton Liberty como Addam de la Quilla. (posteriormente Addam Velaryon; bastardo de Lord Corlys; hermano de Alyn). Jinete del dragón Bruma.

Casa Hightower
- Rhys Ifans como ser Otto Hightower, Mano del Rey y padre de la reina Alicent.
- Olivia Cooke como la reina Alicent Hightower, segunda esposa de Viserys I.
  - Emily Carey interpreta a la joven Alicent Hightower.
- Steffan Rhodri como lord Hobert Hightower, Señor del Faro y hermano mayor de Ser Otto.
- Freddie Fox como ser Gwayne Hightower, hijo mayor de Ser Otto y hermano de la reina Alicent.
- James Norton como lord Ormund Hightower, hijo de lord Hobert y Señor del Faro.

Casa Lannister
- Jefferson Hall como lord Jason Lannister, señor de Roca Casterly.
- Jefferson Hall como ser Tyland Lannister, consejero naval de Viserys I.
- Lucy Briers como lady Ceira Lannister, madre de lord Jason y Ser Tyland.

Casa Stark
- David Hounslow como lord Rickon Stark, señor de Invernalia.
- Tom Taylor como lord Cregan Stark, hijo de lord Rickon, heredero de Invernalia.

Casa Baratheon
- Julian Lewis Jones como lord Boremund Baratheon, señor de Bastión de Tormentas y tío de la princesa Rhaenys.
- Roger Evans como ser Borros Baratheon, hijo de lord Boremund, heredero de Bastión de Tormentas.

Casa Tully
- Archie Barnes como lord Oscar Tully nieto de lord Grover Tully y señor de Aguasdulces.

Casa Arryn
- Sian Brooke como la reina Aemma Arryn, prima y primera esposa de Viserys I.
- Amanda Collin como lady Jeyne Arryn, prima de la princesa Rhaenyra y señora del Nido de Águilas.

Casa Strong
- Gavin Spokes como lord Lyonel Strong, señor de Harrenhal y consejero de Edictos de Viserys I.
- Ryan Corr como ser Harwin Strong, hijo mayor de lord Lyonel Strong y amante de la princesa Rhaenyra.
- Matthew Needham como lord Larys Strong, hijo menor de lord Lyonel Strong y señor Confesor de Viserys I.
- Simon Russell Beale como ser Simon Strong, tío de lord Lyonel y tío abuelo de lord Larys.
- Gayle Rankin como Alys Rivers, hija bastarda de lord Lyonel.

Casa Frey
- Kenneth Collard como lord Forrest Frey, señor del Cruce.
- Sarah Woodward como lady Sabitha Frey, esposa de lord Forrest.

Otros
- Sonoya Mizuno como Mysaria, amante del príncipe Daemon y posteriormente, de la reina Rhaenyra Targaryen.
- Fabien Frankel como ser Criston Cole, miembro de la Guardia Real de Viserys, lord comandante de la Guardia Real de Aegon II, ex amante de la reina Rhaenyra y amante de la reina viuda Alicent Hightower.
- Graham McTavish como ser Harrold Westerling, lord comandante de la Guardia Real de Viserys I.
- Kurt Egyiawan como el maestre Orwyle.
- David Horovitch como el gran maestre Mellos.
- Bill Paterson como lord Lyman Beesbury, señor de Sotomiel y consejero de la Moneda de Viserys I.
- Elliott Tittensor como ser Erryk Cargyll, miembro de la Guardia Real y hermano mellizo de Ser Arryk.
- Luke Tittensor como ser Arryk Cargyll, miembro de la Guardia Real y hermano mellizo de Ser Erryk.
- Anthony Flanagan como ser Steffon Darklyn, miembro de la Guardia Real.
- Vincent Regan como Ser Rickard Thorne, Guardia Real de la reina Alicent.
- Phil Daniels como el maestre Gerardys.
- Paul Kennedy como lord Jasper Wylde, señor de Aguasmil.
- Jamie Kenna como ser Alfred Broome, caballero de la Casa Broome.
- Solly McLeod como ser Joffrey Lonmouth, amante de lord Laenor.
- Daniel Scott-Smith como Craghas Drahar, príncipe de Myr y conquistador de los Escalones de Piedra.
- Abigail Thorn como Sharako Lohar, una almirante de Lys de la Triarquía.
- Jack Parry-Jones como ser Willem Blackwood, pretendiente de la princesa Rhaenyra y tío de lord Benjicot Blackwood.
  - Alfie Todd interpreta al joven Willem Blackwood.
- Kieran Burton como Davos Blackwood, miembro de la Casa Blackwood.
- Gabriel Scott como ser Jerrel Bracken, pretendiente de la princesa Rhaenyra.
- Chris David Storer como lord Humfrey Bracken, señor de Seto de Piedra.
- Tim Faraday como lord Amos Bracken, hijo de lord Humfrey y señor de Seto de Piedra.
- Ryan Kopel como ser Aeron Bracken, sobrino de Lord Amos Bracken.
- Rachel Redfort como lady Rhea Royce, señora de Piedra de las Runas y primera esposa del príncipe Daemon.
- Maddy Evans como Dyana, sirvienta de Aegon II y Helaena Targaryen.
- Alexis Raben como Talya, dama de compañía de la reina Alicent.
- Barney Fishwick como Ser Martyn Reyne, miembro de la Guardia Real de Aegon II.
- Ralph Davis como Ser Leon Estermont, miembro de la Guardia Real de Aegon II.
- Tok Stephen como Ser Eddard Waters, miembro de la Guardia Real de Aegon II.
- Jordon Stevens como lady Elinda Massey, dama de compañía de la reina Rhaenyra.
- Steven Pacey como lord Gunthor Darklyn, señor de Valle Oscuro.
- Daniel Fathers como lord Humfrey Lefford, señor del Colmillo.
- Antonio Magro como lord Petyr Piper,  señor de Castillo de la Princesa Rosada.
- Ellora Torchia como Kat, esposa de Hugh.
- Tommy Flanagan como Lord Roderick Dustin, Señor de Fuerte Túmulo.

## Episodios
| Temporada | Temporada | Episodios | Episodios | Emisión original     | Emisión original      |
| Temporada | Temporada | Episodios | Episodios | Primera emisión      | Última emisión        |
| --------- | --------- | --------- | --------- | -------------------- | --------------------- |
|           | 1         | 10        | 10        | 21 de agosto de 2022 | 23 de octubre de 2022 |
|           | 2         | 8         | 8         | 16 de junio de 2024  | 4 de agosto de 2024   |
|           | 3         | 8         | 8         | 2026                 | —                     |

### Temporada 1 (2022)
| N.º en serie | N.º en temp. | Título                     | Dirigido por       | Escrito por                | Fecha de emisión original | Audiencia (millones) |
| ------------ | ------------ | -------------------------- | ------------------ | -------------------------- | ------------------------- | -------------------- |
| 1            | 1            | «Los herederos del dragón» | Miguel Sapochnik   | Ryan Condal                | 21 de agosto de 2022      | 2,17                 |
| 2            | 2            | «El príncipe canalla»      | Greg Yaitanes      | Ryan Condal                | 28 de agosto de 2022      | 2,26                 |
| 3            | 3            | «El segundo de su nombre»  | Greg Yaitanes      | Gabe Fonseca & Ryan Condal | 4 de septiembre de 2022   | 1,75                 |
| 4            | 4            | «El rey del mar Estrecho»  | Clare Kilner       | Ira Parker                 | 11 de septiembre de 2022  | 1,81                 |
| 5            | 5            | «Iluminamos el camino»     | Clare Kilner       | Charmaine DeGraté          | 18 de septiembre de 2022  | 1,83                 |
| 6            | 6            | «La princesa y la reina»   | Miguel Sapochnik   | Sara Hess                  | 25 de septiembre de 2022  | 1,86                 |
| 7            | 7            | «Marcaderiva»              | Miguel Sapochnik   | Kevin Lau                  | 2 de octubre de 2022      | 1,88                 |
| 8            | 8            | «El señor de las mareas»   | Geeta Vasant Patel | Eileen Shim                | 9 de octubre de 2022      | 1,73                 |
| 9            | 9            | «El consejo verde»         | Clare Kilner       | Sara Hess                  | 16 de octubre de 2022     | 1,56                 |
| 10           | 10           | «La reina negra»           | Greg Yaitanes      | Ryan Condal                | 23 de octubre de 2022     | 1,85                 |

### Temporada 2 (2024)
| N.º en serie | N.º en temp. | Título                       | Dirigido por   | Escrito por   | Fecha de emisión original | Audiencia (millones) |
| ------------ | ------------ | ---------------------------- | -------------- | ------------- | ------------------------- | -------------------- |
| 11           | 1            | «Hijo por hijo»              | Alan Taylor    | Ryan Condal   | 16 de junio de 2024       | 1,32                 |
| 12           | 2            | «Rhaenyra la Cruel»          | Clare Kilner   | Sara Hess     | 23 de junio de 2024       | 1,30                 |
| 13           | 3            | «El molino en llamas»        | Geeta Patel    | David Hancock | 30 de junio de 2024       | 1,16                 |
| 14           | 4            | «El dragón rojo y el dorado» | Alan Taylor    | Ryan Condal   | 7 de julio de 2024        | 1,24                 |
| 15           | 5            | «Regente»                    | Clare Kilner   | Ti Mikkel     | 14 de julio de 2024       | 1,23                 |
| 16           | 6            | «Plebeyos»                   | Andrij Parekh  | Eileen Shim   | 21 de julio de 2024       | 1,30                 |
| 17           | 7            | «La cosecha roja»            | Loni Peristere | David Hancock | 28 de julio de 2024       | 1,22                 |
| 18           | 8            | «La reina que siempre fue»   | Geeta Patel    | Sara Hess     | 4 de agosto de 2024       | 1,47                 |

### Temporada 3 (2026)
| N.º en serie | N.º en temp. | Título | Dirigido por       | Escrito por | Fecha de emisión original | Audiencia (millones) |
| ------------ | ------------ | ------ | ------------------ | ----------- | ------------------------- | -------------------- |
| 19           | 1            | —      | Loni Peristere     | —           | 2026                      | —                    |
| 20           | 2            | —      | Clare Kilner       | —           | —                         | —                    |
| 21           | 3            | —      | Clare Kilner       | —           | —                         | —                    |
| 22           | 4            | —      | Clare Kilner       | —           | —                         | —                    |
| 23           | 5            | —      | Nina Lopez-Corrado | —           | —                         | —                    |
| 24           | 6            | —      | Loni Peristere     | —           | —                         | —                    |
| 25           | 7            | —      | Nina Lopez-Corrado | —           | —                         | —                    |
| 26           | 8            | —      | Andrij Parekh      | —           | —                         | —                    |

## Producción

### Desarrollo
En noviembre de 2018, George R. R. Martin declaró que una "serie derivada del universo GOT se podría basar sólidamente en su material de Fire & Blood". Para septiembre de 2019, HBO, Martin y Ryan Condal ya estaban trabajando en la precuela de Game of Thrones. Al mes siguiente, House of the Dragon, que se basa en el libro Fire & Blood de Martin, recibió un pedido directo de serie por parte de HBO. Se eligió como showrunners a Condal y Miguel Sapochnik, que ganó un premio Emmy por dirigir el episodio "Battle of the Bastards". Sapochnik también fue contratado para dirigir el estreno de la serie, así como episodios adicionales.
La serie tiene lugar 200 años antes de los eventos de Juego de Tronos, durante el reinado del rey Viserys I Targaryen, lo que finalmente condujo a la guerra civil Targaryen conocida como la Danza de los Dragones. El proyecto es una reelaboración del concepto derivado rechazado del escritor de Game of Thrones, Bryan Cogman, que HBO aprobó oficialmente.
El 26 de agosto de 2022, tras el estreno del primer episodio, HBO renovó la serie por una segunda temporada. En su blog personal de diciembre de 2023, Martin afirmó que ya estaba escribiendo la tercera y cuarta temporada. El director de contenido de HBO, Casey Bloys, confirmó que la segunda temporada se estrenaría en verano de 2024. La segunda temporada consta de ocho episodios y fue estrenada el 16 de junio de 2024. Unos días antes de su estreno, la serie fue renovada para una tercera temporada. Tras finalizar la segunda temporada, fue renovada por una cuarta y última.

### Casting

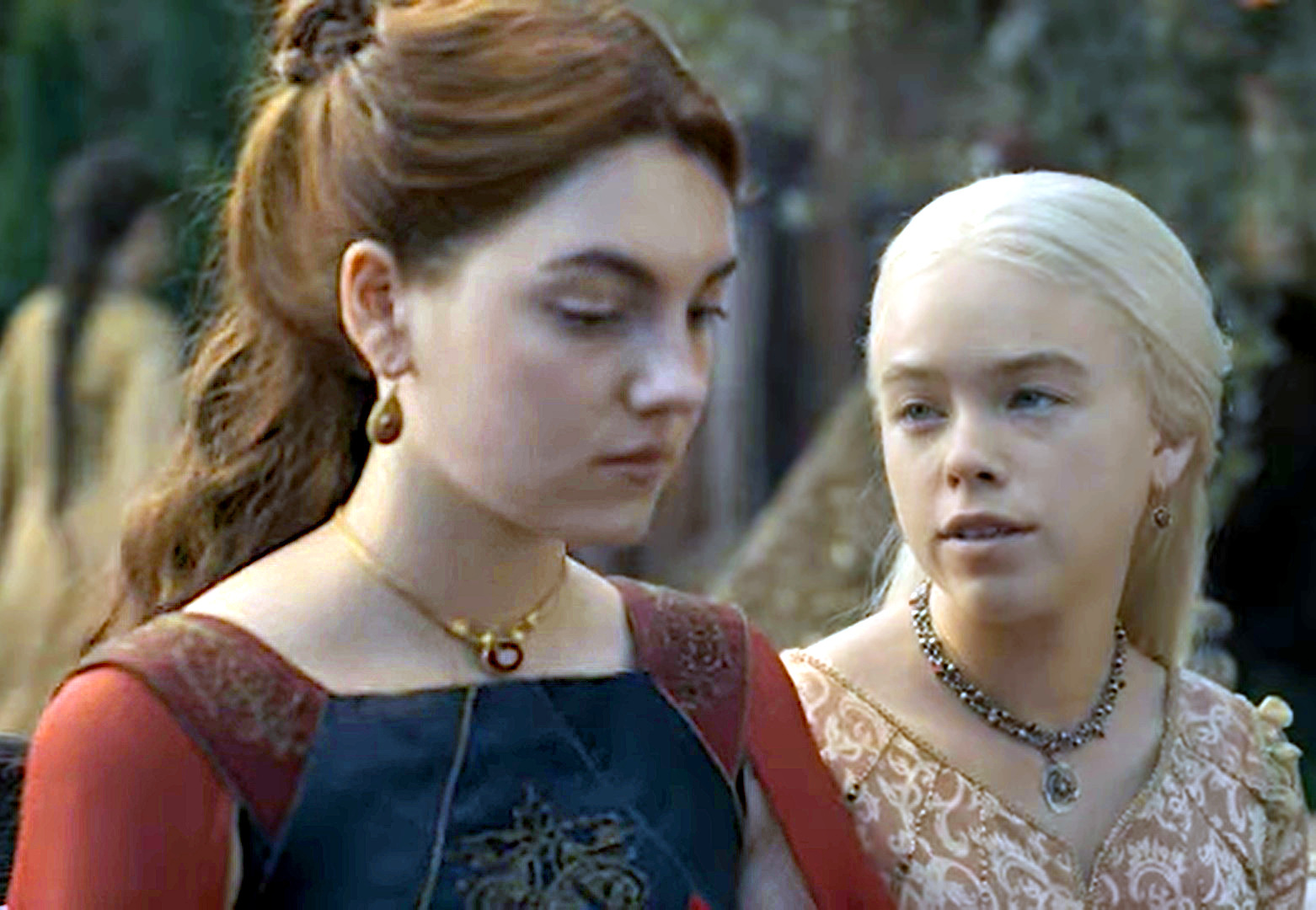
Emily Carey como Alicent Hightower con Milly Alcock como la princesa Rhaenyra Targaryen en «El rey del mar Estrecho».

El casting comenzó en julio de 2020. En octubre de 2020, se eligió a Paddy Considine como Viserys I Targaryen. Anteriormente, se ofreció a Considine un papel en la serie de televisión, Juego de Tronos, pero lo rechazó debido a los elementos de fantasía de la serie. En una entrevista de 2020, Condal declaró que Considine había sido su primera opción para Viserys.
Para diciembre, se eligió a Olivia Cooke, Matt Smith y Emma D'Arcy como Alicent Hightower, Daemon Targaryen y Rhaenyra Targaryen, respectivamente. En una entrevista con The Hollywood Reporter, Smith dijo que inicialmente dudaba en protagonizar la precuela de Juego de Tronos; sin embargo, aceptó el papel después de enterarse de que Considine estaba adjunto al proyecto.
En febrero de 2021, Rhys Ifans, Steve Toussaint, Eve Best y Sonoya Mizuno se incorporaron al elenco principal. En abril, Fabien Frankel se unió como Ser Criston Cole. En mayo se vio a Graham McTavish en el set con el vestuario completo. En julio de 2021, Emily Carey y Milly Alcock se incorporaron como las jóvenes Alicent Hightower y Rhaenyra Targaryen, respectivamente. El salto de tiempo a mitad de la primera temporada requirió que varios personajes tuviesen dos o tres actores diferentes en el casting.

### Rodaje
La primera temporada empezó a rodarse en abril de 2021. La serie se filmó principalmente en el Reino Unido. Durante la última semana de abril de 2021, el rodaje tuvo lugar en Cornwall. Según Production List, además, partes de la primera temporada se filmaron en Portugal, España y California. House of the Dragon fue la primera producción que se filmó en el nuevo escenario de producción virtual de Warner Bros. Leavesden Studios.
Algunos periódicos recogen el rodaje de algunas partes de la serie en la provincia de Granada durante octubre de 2021, en concreto en el castillo de La Calahorra, situado en el Marquesado del Zenete. El periódico español Hoy informó de que House of the Dragon se filmaría en la provincia de Cáceres, entre el 11 y el 21 de octubre de 2021. Del 26 al 31 de octubre, la serie se filmó en Portugal en el Castillo de Monsanto. En febrero de 2022, HBO confirmó que House of the Dragon había terminado la producción.
La segunda temporada comenzó a filmarse el 11 de abril de 2023 en Warner Bros. Studios, Leavesden en Watford, Inglaterra, y se trasladó a Cáceres, España, el 18 de mayo de 2023. La serie continuó filmándose durante la Huelga SAG-AFTRA de 2023. A pesar de que el programa se originó en los Estados Unidos, el elenco mayoritariamente británico trabajaba bajo reglas locales regidas por el sindicato hermano Equity. El rodaje finalizó el 29 de septiembre de 2023.
La tercera temporada comenzó a filmarse el 21 de marzo de 2025 en Leavesden Studios, Watford. El rodaje tiene previsto que se prolongue hasta octubre del mismo año.

### Música
En febrero de 2021 se anunció que Ramin Djawadi compondría la banda sonora de la serie. Djawadi compuso la música de las ocho temporadas de su serie precuela, lo que le valió tres nominaciones a los premios Grammy y dos premios Primetime Emmy. Djawadi y los showrunners optaron por conservar el tema musical original, "Game of Thrones Theme", para la serie. La canción debutó en los créditos iniciales del segundo episodio. En una entrevista con The A.V. Club, Djawadi declaró que el tema principal original se utilizó para "unir ambas series".
Durante la primera temporada, Djawadi, junto con Condal y Sapochnik, vieron cada episodio y tomaron notas sobre cuándo debería sonar la música y qué ambiente debería crear. Los motivos de los personajes de Juego de Tronos también aparecen en la serie, incluido el tema de la tercera temporada: "Dracarys".

## Recepción

### Crítica
| Temporada | Temporada | Rotten Tomatoes    | Metacritic       |
| --------- | --------- | ------------------ | ---------------- |
|           | 1         | 93% (858 críticas) | 69 (65 críticas) |
|           | 2         | 92% (65 críticas)  | 73 (32 críticas) |

En el sitio web de reseñas Rotten Tomatoes la serie tiene un índice de aprobación del 93% con una calificación promedio de 9/10, según 858 reseñas. En Metacritic, que utiliza un promedio ponderado, la serie ha recibido una puntuación de 69 sobre 100 basada en 43 críticas, lo que indica "críticas generalmente favorables". En general, el desarrollo de la trama en la serie a partir del libro original "Fuego y sangre" está muy bien hecha; aunque, como siempre ocurre, hay detalles que cambian. Por ejemplo, en el libro, Daemon no asesina a su esposa Rhea; en la serie, los Velaryon son de tez oscura, mientras que en el libro se menciona que tienen la piel pálida; al desencadenarse la danza de los dragones, en el libro, Rhaenys no se encontraba en Desembarco del Rey y los gemelos Arryk y Erryk estaban uno en Rocadragón y el otro en Desembarco del Rey.

### Audiencia
Al día siguiente del estreno de la serie, HBO afirmó que sólo en Estados Unidos 9,99 millones de espectadores habían visto el capítulo en su primera noche de disponibilidad, incluidos tanto los espectadores de televisión como las transmisiones en HBO Max, que según HBO fue la mayor audiencia de un solo día para el debut de una serie en la historia del servicio. Al anunciar la renovación para la segunda temporada cuatro días después, la cadena dijo que el episodio había sido visto por más de 20 millones de espectadores sumando el total de todas sus plataformas. Después de una semana de disponibilidad, la audiencia del estreno aumentó a casi 25 millones de espectadores en Estados Unidos en todas sus plataformas.
El gran tamaño de audiencia durante el estreno de la serie provocó que la plataforma HBO Max se colapsara para algunos usuarios, particularmente aquellos que utilizaban dispositivos Amazon Fire TV.
El segundo episodio, según HBO, lo vieron 10,2 millones de estadounidenses en todas las plataformas el día del estreno. Fue un aumento del 2 % respecto al episodio estreno. El tercer episodio tuvo más de 16 millones de espectadores los primeros tres días.

### Premios y nominaciones
| Año  | Premio                                           | Categoría                                             | Nominado(s)                                                                                       | Resultado | Ref.   |
| ---- | ------------------------------------------------ | ----------------------------------------------------- | ------------------------------------------------------------------------------------------------- | --------- | ------ |
| 2022 | Premios People's Choice                          | Serie de televisión favorita                          | House of the Dragon                                                                               | Nominado  | [ 81 ] |
| 2022 | Premios People's Choice                          | Serie de ciencia ficción y fantasía favorita          | House of the Dragon                                                                               | Nominado  | [ 81 ] |
| 2023 | Premios de la Crítica Televisiva                 | Mejor serie de drama                                  | House of the Dragon                                                                               | Nominado  | [ 82 ] |
| 2023 | Premios de la Crítica Televisiva                 | Mejor actor de reparto en serie de drama              | Matt Smith                                                                                        | Nominado  | [ 82 ] |
| 2023 | Premios de la Crítica Televisiva                 | Mejor actriz de reparto en serie de drama             | Milly Alcock                                                                                      | Nominada  | [ 82 ] |
| 2023 | Premios Globo de Oro                             | Mejor serie - Drama                                   | House of the Dragon                                                                               | Ganadora  | [ 83 ] |
| 2023 | Premios Globo de Oro                             | Mejor actriz de serie de televisión - Drama           | Emma D'Arcy                                                                                       | Nominada  | [ 83 ] |
| 2023 | Premios del Sindicato de Actores                 | Mejor reparto de especialistas de televisión          | House of the Dragon                                                                               | Nominada  | [ 84 ] |
| 2023 | Premios MTV Movie & TV                           | Mejor interpretación revelación                       | Emma D'Arcy                                                                                       | Nominada  | [ 85 ] |
| 2023 | Premios del Sindicato de Maquillaje y peluqueros | Mejor peinado de época y/o personaje                  | Amanda Knight, Sara Kramer y Heather McMullen                                                     | Nominada  | [ 86 ] |
| 2023 | Premios de la Sociedad de Efectos Visuales       | Mejor efectos especiales en un episodio fotorrealista | Angus Bickerton, Nikeah Forde, Sven Martin, Michael Bell y Michael Dawson (por "The Black Queen") | Nominada  | [ 87 ] |
| 2023 | Premios de la Sociedad de Efectos Visuales       | Excelente composición e iluminación en un episodio    | Kevin Friederichs, Sean Raffel, Florian Franke y Andreas Steinlein (por "The Black Queen")        | Nominada  | [ 87 ] |
| 2023 | Premios de la Sociedad Americana de Fotografía   | Mejor cinematografía en un serie                      | Catherine Goldschmidt (por "The Lord of the Tides")                                               | Nominada  | [ 88 ] |
| 2023 | Premios de la Sociedad Americana de Fotografía   | Mejor cinematografía en un serie                      | Alejandro Martinez (por "The Green Council")                                                      | Nominado  | [ 88 ] |
| 2023 | Premios Primetime Emmy                           | Mejor serie dramática                                 | House of the Dragon                                                                               | Nominado  | [ 89 ] |